# Pedro Lamy
Pour les articles homonymes, voir Lamy.
Pedro Lamy est un pilote automobile portugais né le 20 mars 1972 à Aldeia Galega (Portugal).

## Biographie

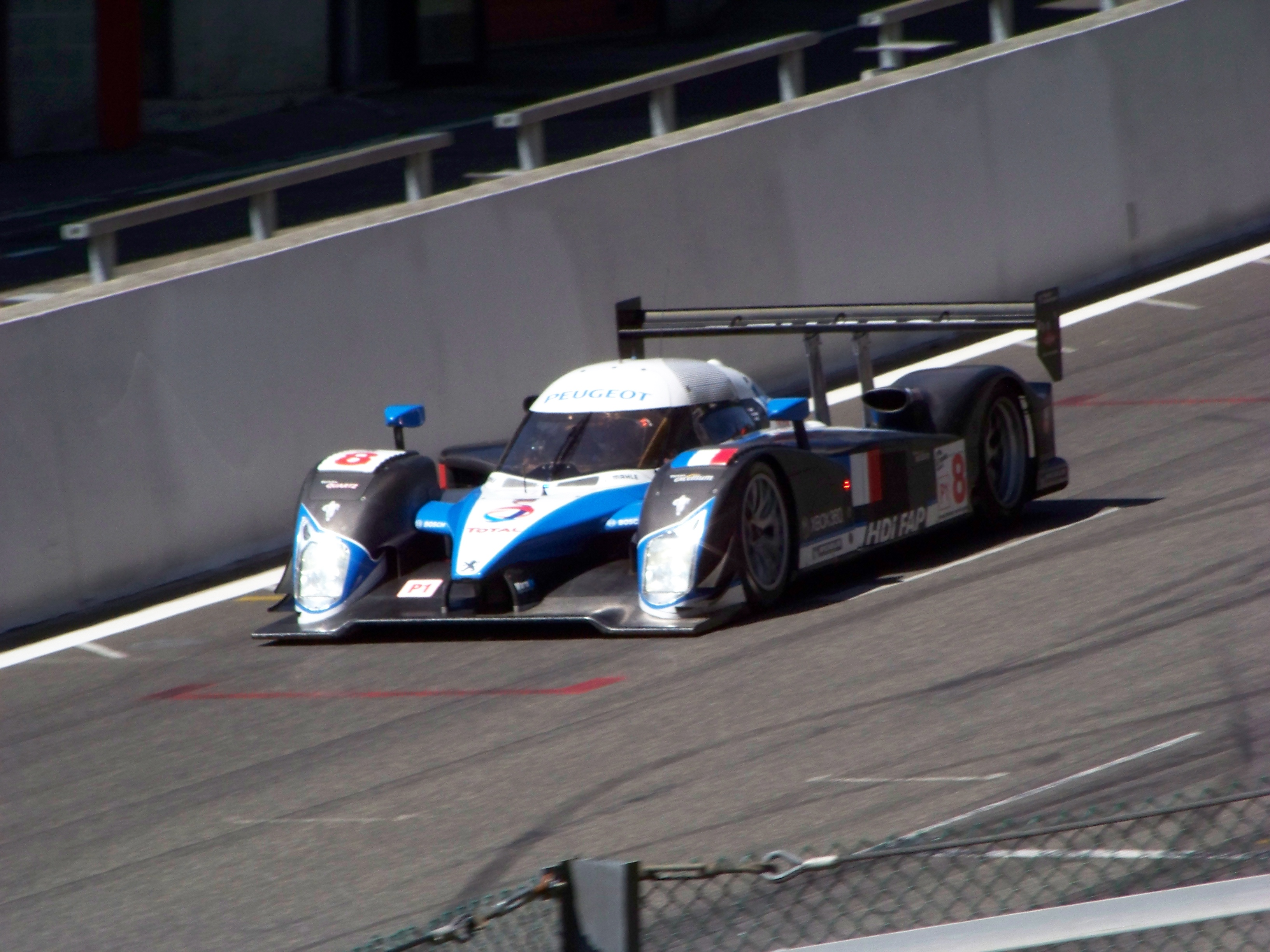
Pedro Lamy à Spa-Francorchamps sur la Peugeot 908 HDi FAP.

Issu des rangs du karting, Pedro Lamy devient champion du Portugal de Formule Ford en 1989, l'année de ses débuts en sport automobile. Après avoir remporté le championnat de Formule Opel Lotus en 1991, il passe à la Formule 3 en 1992 et remporte dès sa première participation le relevé championnat d'Allemagne de Formule 3. Cette année-là, il s'impose également aux Masters de Zandvoort de Formule 3, une épreuve qui réunit les meilleurs pilotes européens de F3. Il accède en 1993 au championnat international de F3000, où il confirme tout son potentiel en s'imposant au Grand Prix de Pau et en ne s'inclinant au championnat que pour un seul point face à l'expérimenté Olivier Panis.
Alors considéré comme l'un des plus grands espoirs du sport automobile mondial, Lamy est recruté par l'écurie Lotus pour disputer les dernières manches du championnat du monde de Formule 1 1993, en remplacement d'Alessandro Zanardi, blessé. Malgré des premières prestations un peu brouillonnes, le fougueux pilote portugais est confirmé pour la saison suivante. Mais la saison 1994 s'achève prématurément puisqu'au mois de mai, alors que la F1 traverse la période la plus noire de son histoire, il est à son tour victime d'un très violent accident lors d'essais privés à Silverstone. Relevé avec les deux jambes brisées, il doit observer une longue convalescence.
Lamy effectue son retour à la compétition un an plus tard, lorsque la petite équipe Minardi fait appel à lui pour remplacer Pierluigi Martini à partir du GP de Hongrie, en août 1995. En fin de saison, il inscrit à l'occasion du GP d'Australie le premier point de sa carrière et le premier point marqué par un pilote de nationalité portugaise en Formule 1, grâce à une sixième place. Toujours chez Minardi en 1996, il réalise une saison discrète, à l'issue de laquelle il ne parvient pas à rester en Formule 1.
Lamy se reconvertit dans les compétitions d'endurance, dont il devient l'un des meilleurs spécialistes mondiaux comme l'attestent ses nombreux titres et succès dans le championnat FIA GT et le European Le Mans Series. Il remporte notamment le championnat Le Mans Series 2007 en catégorie LMP1, au volant du prototype Peugeot 908 HDi FAP qu'il partage avec Stéphane Sarrazin. Cette année là, il glane trois victoires avec les 1 000 kilomètres de Valence, les 1 000 kilomètres du Nürburgring et les 1 000 kilomètres de Spa. Cette même année, il finit en deuxième position des 24 Heures du Mans (en équipage avec Sébastien Bourdais et Stéphane Sarrazin). Il est également codétenteur du record de victoires aux 24 Heures du Nürburgring, avec cinq succès.

## Palmarès
- Vainqueur du championnat du Portugal de Formule Ford en 1989
- Vainqueur du championnat d'Allemagne de Formule 3 en 1992
- Vainqueur des Masters de Zandvoort de Formule 3 en 1992
- Vainqueur du Grand Prix automobile de Pau de Formule 3000 en 1993
- Vainqueur du championnat FIA GT (catégorie GT2) en 1998
- Vainqueur du championnat LMS (catégorie GTS) en 2004
- Vainqueur du championnat LMS (catégorie GT1) en 2006
- Vainqueur du championnat LMS (catégorie LMP1) en 2007
- Vainqueur des 24 Heures du Nürburgring en 2001, 2002, 2004, 2005 et 2010
- Vainqueur du Petit Le Mans 2010 sur Peugeot 908
- Vainqueur des 24 Heures du Mans (catégorie GTE Am) en 2012

## Résultats en championnat du monde de Formule 1
| Saison | Écurie                  | Châssis | Moteur          | Pneus    | GP disputés | Points inscrits | Classement |
| ------ | ----------------------- | ------- | --------------- | -------- | ----------- | --------------- | ---------- |
| 1993   | Team Lotus              | 107B    | Cosworth V8     | Goodyear | 4           | 0               | n.c.       |
| 1994   | Team Lotus              | 107C    | Mugen-Honda V10 | Goodyear | 4           | 0               | n.c.       |
| 1995   | Minardi Scuderia Italia | M195    | Cosworth V8     | Goodyear | 8           | 1               | 17e        |
| 1996   | Minardi F1 Team         | M195B   | Cosworth V8     | Goodyear | 16          | 0               | n.c.       |

## Résultats aux 24 Heures du Mans
| Année | Voiture                     | Équipe              | Équipiers                              | Résultat                   |
| ----- | --------------------------- | ------------------- | -------------------------------------- | -------------------------- |
| 1997  | Porsche 911 GT1             | Schübel Engineering | Patrice Goueslard / Armin Hahne        | 5e                         |
| 1998  | Chrysler Viper GTS-R        | Team Oreca          | Tommy Archer / Olivier Beretta         | 13e                        |
| 1999  | Mercedes-Benz CLR           | Mercedes-AMG        | Franck Lagorce / Bernd Schneider       | Abandon                    |
| 2001  | Chrysler LMP                | Team Oreca          | Olivier Beretta / Karl Wendlinger      | 4e                         |
| 2002  | Dallara SP1-Judd            | Team Oreca          | Olivier Beretta / Érik Comas           | 5e                         |
| 2005  | Aston Martin DBR9           | Aston Martin Racing | Tomáš Enge / Peter Kox                 | Abandon                    |
| 2006  | Aston Martin DBR9           | Aston Martin Racing | Stéphane Ortelli / Stéphane Sarrazin   | 10e                        |
| 2007  | Peugeot 908 HDi FAP         | Team Peugeot Total  | Sébastien Bourdais / Stéphane Sarrazin | 2e                         |
| 2008  | Peugeot 908 HDi FAP         | Team Peugeot Total  | Stéphane Sarrazin / Alexander Wurz     | 5e                         |
| 2009  | Peugeot 908 HDi FAP         | Team Peugeot Total  | Christian Klien / Nicolas Minassian    | 6e                         |
| 2010  | Peugeot 908 HDi FAP         | Team Peugeot Total  | Sébastien Bourdais / Simon Pagenaud    | Abandon                    |
| 2011  | Peugeot 908                 | Team Peugeot Total  | Sébastien Bourdais / Simon Pagenaud    | 2e                         |
| 2012  | Chevrolet Corvette C6.R GT2 | Larbre Compétition  | Patrick Bornhauser / Julien Canal      | 20e et vainqueur en GTE Am |
| 2013  | Aston Martin Vantage GTE    | Aston Martin Racing | Paul Dalla Lana / Bill Auberlen        | Abandon                    |
| 2014  | Aston Martin Vantage GTE    | Aston Martin Racing | Paul Dalla Lana / Christoffer Nygaard  | 26e                        |
| 2015  | Aston Martin Vantage GTE    | Aston Martin Racing | Paul Dalla Lana / Mathias Lauda        | Non-Classé                 |
| 2016  | Aston Martin Vantage GTE    | Aston Martin Racing | Paul Dalla Lana / Mathias Lauda        | Abandon                    |
| 2017  | Aston Martin Vantage GTE    | Aston Martin Racing | Paul Dalla Lana / Mathias Lauda        | 36e                        |
| 2018  | Aston Martin Vantage GTE    | Aston Martin Racing | Paul Dalla Lana / Mathias Lauda        | Abandon                    |
| 2019  | Aston Martin Vantage GTE    | Aston Martin Racing | Paul Dalla Lana / Mathias Lauda        | Abandon                    |